# Šenov u Nového Jičína
Šenov u Nového Jičína là một làng thuộc huyện Nový Jičín, vùng Moravskoslezský, Cộng hòa Séc.